# Осада Спарты
Осада Спарты (272 год до н.э.) — сражение между Эпиром во главе с царем Пирром (царствовал в 297–272 до н.э.) и союзом, состоящим из Спарты под командованием царя Арея I (царствовал в 309–265 до н.э.) и его наследника Акротата, и Македонии. Битва произошла возле Спарты и закончилась спартанско-македонской победой.
После поражения в Италии от Римской республики Пирр был вынужден отступить обратно в Эпир. По возвращении в Эпир он объявил войну Антигону Гонату (царствовал в 283–239 до н. э.), сумев взять под свой контроль Македонию. В 272 году до н.э. к нему обратился спартанский царевич Клеоним, претендент на спартанский трон, которого не пропустили. Пирр увидел в этом приглашении возможность распространить свои завоевательные войны на Пелопоннес и вторгся в Спарту. Несмотря на то, что большая часть спартанской армии проводила кампанию на Крите, оставшиеся спартанцы смогли организовать оборону под руководством спартанского наследного принца Акротата. Спартанцы смогли противостоять атакам эпиротов до прибытия основной спартанской армии во главе с царем Ареем I и македонских подкреплений, что побудило Пирра отказаться от осады.
После этой неудачи Пирр опустошил внутренние районы Спарты, отражая контратаки победивших спартанцев. По приглашению союзных аргивян Пирр предпринял попытку захватить Аргос. Нападение завершилось катастрофой, когда Пирр подвергся нападению со стороны своих аргосских противников, преследующей его спартанской армии Арея и македонской армии под командованием Антигона Гоната. Пирр погиб в последовавшей битве на улицах Аргоса, положив конец надеждам эпиротов на установление гегемонии в Греции.

## Предыстория
В 281 году до н.э. по просьбе греческого города Тарента Пирр, царь греческого государства Эпир, начал Пиррову войну, отправив в Италию армию из 25 500 человек и 20 слонов для помощи в борьбе с римлянами. Римлянам удалось завоевать большую часть Италии, и теперь они продвигались вперед, чтобы захватить греческие города Великой Греции. Прибыв в Италию в 280 г. до н.э., Пирр разбил римскую армию в битве при Гераклее, недалеко от Тарента. Пирр повторил свой успех против римлян, победив другую армию в битве при Аускуле.
Эти победы обошлись Пирру очень дорого, и он обратил свое внимание на Сицилию, где греческие государства на острове обратились к нему за помощью против Карфагена. Несмотря на победу над карфагенянами и отвоевание большей части острова, поведение Пирра оттолкнуло от него греческих союзников, и он был вынужден покинуть Сицилию и вернуться в материковую часть Италии. Пирр напал на восстановленную римскую армию, и после безрезультатной битвы при Беневенте Пирр вернулся в Эпир, оставив гарнизон в Таренте.
Война в Италии истощила финансовые и военные ресурсы Пирра. Чтобы увеличить свои ресурсы и укрепить свое положение, он объявил войну царю Антигону II Гонату Македонскому. Пирр опустошил часть страны, а затем сумел победить Антигона в битве на реке Аой. Это поражение вынудило Антигона бежать в Салоники, где его защищал сильный флот. После бегства Антигона Пирр смог получить контроль над большей частью Македонии и Фессалии, объявив себя царем Македонии.

## Поход Пирра
После захвата македонского престола к Пирру обратился спартанский царевич Клеоним, который служил офицером в его армии. Спартанец убедил Пирра помочь ему в его заговоре по захвату Спарты. [10] Мотивы нападения Клеонима на Спарту были двоякими. Во-первых, он затаил обиду на то, что его соотечественники проигнорировали его в пользу его племянника Арея I при определении преемника престола Агиадов. Плутарх, греческий историк, объяснял неизбрание Клеонима царем его жестоким нравом и произволом. Более того, Клеонимом пренебрегали, потому что его новая жена, Хилонида, была соблазнена сыном Арея, Аркотатом. [12] Эти предполагаемые оскорбления побудили Клеонима покинуть Спарту и задумать узурпировать трон.
Пирр согласился с призывами Клеонима посадить его на спартанский трон и согласился ему помочь. Для этого эпирский царь собрал армию численностью 27 000 человек. В её состав входило 25 000 пехотинцев, 2 000 кавалеристов, а также 24 боевых слона. Размер экспедиции Пирра указывает на то, что он рассматривал помощь Клеониму как возможность распространить свою гегемонию на Пелопоннес и заручиться поддержкой Спарты. Альтернативная теория состоит в том, что Пирр предпринял свое вторжение на Пелопоннес, чтобы лишить любой поддержки Антигона, который все еще получал её от южногреческих полисов. Собрав свои силы, Пирр двинулся на юг через центральную Грецию и до Пелопоннеса. Н.Г.Л. Хаммонд предполагает, что армия Пирра двинулась к Плеврону на этолийской стороне Коринфского залива и переправилась оттуда на Пелопоннес. Это говорит о том, что вторжению способствовала Этолийская лига, сильная конфедерация в Центральной Греции, которая была враждебна Антигону.
По прибытии на Пелопоннес Пирра приветствовали в Ахайе, прежде чем он продолжил свой марш в Мегалополь. Там его встретили послы Спарты, а также послы из Мессены, Афин и Ахейского союза. Пирр, похоже, получил поддержку своего вторжения от некоторых соседей Спарты, а именно Элиды, Мегалополя и некоторых ахейских городов, которые могли бы получить выгоду от сокращения спартанской власти. В ответ на запросы спартанских эмиссаров о его намерениях эпирскому царю удалось их обмануть. Пирр утверждал, что его целью вторжения на Пелопоннес было освобождение городов, все еще удерживаемых Антигоном, и отправка своих сыновей в Спарту для обучения в агоге. После вывода послов эпирская армия продвинулась в Лаконию, следовала по реке Еврот на юг и начала опустошать территорию спартанских периеков. Обман Пирра вызвал возмущение в Спарте, и послы снова были отправлены к эпирцам, чтобы упрекнуть его в вероломстве.

## Битва

### Первый день
На момент вступления армии вторжения в Лаконию Спарта была защищена лишь слабо. Большая часть спартанской армии сопровождала Арея в кампании на Крите, где лакедемоняне поддерживали полис Гортину. Таким образом, Спарта, должно быть, казалась Пирру легкой добычей. Прибыв вечером за пределы Спарты, Клеоним посоветовал Пирру немедленно атаковать, чтобы воспользоваться нехваткой защитников. Пирр решил не начинать немедленное наступление, опасаясь разрушений, которые нанесут его галльские солдаты, если они войдут в город ночью. Не предвидя сопротивления, Пирр приказал своей армии разбить лагерь и приготовился войти в Спарту утром.
Появление армии Эпира перед их городом застало спартанцев врасплох. Несмотря на то, что лакедемонская герусия выступала за отправку женщин на Крит для их безопасности, против этого выступила Арахидамия, бывшая царица и бабушка царя Эврипонтида Евдамида II, которая гарантировала, что спартанские женщины останутся для помощи в обороне города. [23] После того, как договоренности относительно женщин были достигнуты, спартанцы начали укреплять оборону поселения. Защитники знали, что эпироты привели слонов, и, чтобы противодействовать им, пожилые мужчины и женщины вырыли траншею параллельно лагерю Пирра с повозками, врытыми в землю на флангах, чтобы помешать продвижению врага. [23] Траншея представляла собой грозное препятствие длиной 800 футов, глубиной шесть футов и шириной девять футов. Павсаний рассказывает, что скудному спартанскому гарнизону во время осады помогали союзники, прибывшие из Аргоса и Мессены. Кроме того, спартанцы отправили гонцов к Арею, вызвав его обратно в Спарту и к Антигону, ища у него помощи, несмотря на то, что Спарта и Македония исторически были врагами.
Когда приблизился рассвет и армия эпиротов готовилась к атаке, спартанцы заняли оборонительную позицию за своей траншеей. Их воодушевили оставшиеся женщины, а также вид Хилониды, которая надела себе на шею поводок и заявила, что скорее покончит жизнь самоубийством, чем вернется к Клеониму, если Пирр захватит город. Осаждающие, возглавляемые лично Пирром, попытались штурмовать спартанскую оборону, но были отбиты, поскольку не смогли закрепиться перед лицом спартанских атак, что сделало траншею непроходимой.
Стремясь обойти это препятствие, Пирр послал отряд из 2000 галлов и нескольких избранных хаонцев под командованием своего сына Птолемея, чтобы обойти траншею. Путь этим войскам преграждали повозки, зарытые лакедемонянами в землю. Повозки были посажены так глубоко, что препятствовали не только нападению эпиротов, но и попыткам спартанцев отразить набег. В конце концов галлам удалось убрать часть повозок, что дало им возможность ворваться в город. Акротат, видя опасность, воспользовался серией впадин на местности, чтобы незаметно возглавить отряд из 300 человек против тыла эпиротов. Этот маневр вызвал панику среди галлов, которые были вынуждены отказаться от попытки войти в город и развернуться, чтобы противостоять атаке с тыла.  После упорного боя фланговая группа эпиротов была отброшена в траншею, понеся тяжелые потери. Спартанцы, воодушевленные лидерством Акротата, сказали ему выйти из битвы и вернуться к Хилониде, чтобы родить больше таких же детей, как он, для Спарты.

### Второй день
Пирру не удалось прорвать оборону Лакедемона, и когда наступила ночь, он вернулся в свой лагерь. По словам Плутарха, ночью Пирр получил предзнаменование. Во сне ему приснилось, как Спарта была поражена и подожжена молниями, исходящими из его собственной руки. Хотя Пирр и большинство его советников истолковали этот сон как указание на то, что они захватят Спарту штурмом, его друг Лисимах предупредил его, что обычно избегают мест, пораженных молниями, и что Пирру не суждено войти в Спарту. Пирр отверг эту интерпретацию и, опираясь на то, что он считал знамением, подготовил своих людей к дальнейшему наступлению.
Перед лицом возобновившегося наступления эпиротов спартанцы энергично держали оборону. Из-за нехватки рабочей силы спартанские женщины активно предлагали защитникам снарядами, а также забирали раненых и обеспечивали едой и питьем тех, кто в этом нуждался. Чтобы свести на нет преимущество позиции спартанцев, эпироты начали заполнять траншею материалами, которые они везли на передовую, а также телами своих убитых товарищей. Усилиям осаждающих помешали спартанцы, осознававшие важность сохранения своих оборонительных заграждений.
В ответ на спартанскую контратаку против эпиротов, заполнявших траншею, Пирр решил лично возглавить атаку на спартанские позиции. Оседлав своего коня, эпирский царь смог заставить его уйти через траншею, через повозки и в город с группой своих товарищей. Внезапное нападение Пирра вызвало панику среди защитников этого участка. В этот момент лошадь Пирра была ранена копьем, которое пронзило ей живот, в результате чего царь повалился на землю. Падение царя привело его товарищей в замешательство и позволило спартанцам сплотиться. Спартанцы обстреляли товарищей короля, сбив многих из них. Несмотря на гибель многих своих телохранителей, Пирру удалось добраться до безопасности основных позиций эпиротов.

### Бои при отступлении
После этого неудачного набега Пирр приказал своей армии отступить. Он надеялся, что спартанцы теперь захотят прийти к соглашению из-за понесенных ими тяжелых потерь. Надежды Пирра на капитуляцию Спарты были сорваны прибытием подкрепления. Узнав о намерении Пирра завоевать Спарту, Антигон Гонат отправил своего полководца Амения Фокейца из Коринфа с отрядом наемников на помощь лакедемонянам. Вскоре после этого численность защитников еще больше увеличилась за счет прибытия Арея с 2000 человек с Крита. Прибытие этих подкреплений значительно снизило нагрузку на спартанцев: женщины и те, кто не был призывного возраста, смогли уйти с линии боевого соприкосновения.
При поддержке свежих войск спартанцы и их македонские союзники готовились к следующему нападению Пирра на траншею. Присутствие большего количества противников усилило решимость Пирра захватить город, и он приказал еще раз атаковать окопы. Он не смог ничего добиться и понес дальнейшие потери. Провал этой атаки убедил Пирра в бесполезности продолжения осады, и он решил снять ее и отступить.
Пирр намеревался провести зиму в Лаконии, возможно, с целью начать новое нападение на Спарту, и послал свою армию начать грабить окружающую сельскую местность. В этот момент Пирр принял посла Аристея, известного гражданина главного пелопоннесского полиса Аргоса, который просил его помощи в свержении режима Аристиппа, который поддерживал Антигона и македонян. Пирр поспешил воспользоваться случаем захватить Аргос и начал отход из Лаконии, направляясь на север, к Арголиде.
Его отступающую армию постоянно преследовали спартанцы под командованием Арея. Устраивая засады и заняв важные позиции на пути отступления эпиротов, спартанцы смогли нанести значительные потери арьергарду Пирра из галлов и молоссов. Пытаясь противостоять панике и упадку боевого духа своего тыла, который сражался со спартанцами, Пирр послал своего сына Птолемея принять командование. Поступая так, Пирр надеялся, что присутствие его сына сплотит арьергард и даст ему достаточно времени, чтобы вывести остальную часть своей армии из узкого прохода, через который они шли. Битва вокруг позиции Птолемея усилилась, и на него напал отборный спартанский отряд во главе с Эваклом. В последовавшей битве Птолемей был убит, а его оставшиеся войска были разбиты победившими спартанцами. Узнав о смерти своего сына и распаде его арьергарда, Пирр атаковал спартанцев своей молосской кавалерией, убив Эвакла собственной рукой, прежде чем уничтожить остаток его отборных спартанских войск. После поражения войск Эвакла Пирр смог вывести остальную часть своей армии из Лаконии.

## Последствия
После своей эвакуации из Лаконии Пирр направил свою армию к Аргосу и, узнав, что Антигон находится поблизости, разбил свой лагерь в Навплии. После серии переговоров между аргивянами, македонцами и эпиротами Пирр согласился уйти из Аргоса. Ночью он вошел в Аргос в сопровождении своей армии с помощью Аристея. В последовавшей за этим схватке на эпиротов напали аргивяне, а также македоняне Антигона и отряд спартанцев во главе с Ареем, которых привела в город фракция Аристиппа. При попытке отступления Пирр получил удар черепицей по голове и, лежа оглушённым, был обезглавлен воинами Антигона.
Поражение Пирра на Пелопоннесе привело к уменьшению могущества Эпира и утрате его македонских и фессалийских завоеваний. Антигон воспользовался своей победой на Пелопоннесе, чтобы вернуть себе контроль над Македонией и стать мощной силой в Греции.  Установление македонского господства привело к распаду спартанско-македонского союза. Стремясь реализовать свои царские амбиции, Арей заставил Спарту присоединиться к коалиции греческих полисов и сразился с Македонией в Хремонидовой войне. Война закончилась сокрушительным поражением Спарты, когда Антигон победил и убил своего бывшего союзника Арея в битве на Коринфском перешейке в 265 году до нашей эры. Поражение было настолько катастрофическим для Спарты, что она перестала быть региональной державой вплоть до правления Клеомена III тридцать лет спустя.

## В популярной культуре
- Осада Спарты доступна как одно из исторических сражений в отмеченной наградами видеоигре Rome: Total War. Пользователь должен командовать армией Пирра, когда он пытается захватить Спарту.
- Французский художник Франсуа Топино-Лебрен в 1799–1800 годах написал работу под названием Siège de Sparte par Pyrrus («Осада Спарты Пирром»), изображающую битву.

### Исследования
- Cartledge, Paul. Hellenistic and Roman Sparta: A Tale of two Cities / Paul Cartledge, Antony Spawforth. — London : Routledge, 1989. — ISBN 0-415-03290-3.
- Cross, Geoffrey. Epirus. — Cambridge : Cambridge University Press, 2015. — ISBN 9781107458673.
- Fox, Robert Lane. The Classical World. — Maryborough : Penguin Books, 2006. — ISBN 978-0-14-103761-5.
- Green, Peter. Alexander to Actium: The Historical Evolution of the Hellenistic Age. — Los Angeles : University of California Press, 1993. — ISBN 0-500-01485-X.
- Hammond, N. G. L. A History of Macedonia: 336–167 BC. — Oxford : Oxford University Press, 1988. — ISBN 0198148151.
- Pomeroy, Sarah. Spartan Women. — Oxford : Oxford University Press, 2002. — ISBN 0-415-03290-3.
- Walbank, F. W. The Cambridge Ancient History, Part 1: The Hellenistic World. — Cambridge : Cambridge University Press, 1984. — Vol. VII. — ISBN 0-521-23445-X.
- Wylie, Graham (1999). Pyrrhus Πολεμιστής. Latomus. 58. II (2). Societe d'Etudes Latines de Bruxelles: 298–313. JSTOR 41538744.